# Косич Марія Миколаївна
Косич Марія Миколаївна (*1850, Разсуха, Чернігівська губернія — 28 березня 1911) — українська  письменниця, фольклористка і етнограф.

## Біографія
Виховувалася в маєтку діда на Чернігівщині. Освіту здобула в Петербурзі після чого повернулась в Чернігів і там працювала.
Під впливом О. Русова від 1897 почала збирати фольклорний та етнографічний матеріал у селах Стародубського, Погарського, Мглинського, Почепського, Суразького та Новозибківського повітів Чернігівської губернії.
Тут у журналі «Живая старина» 1901 опублікувала свою першу фольклорно-етнографічну працю «Литвини-білоруси Чернігівської губернії, їх побут і пісні» (1902 вийшла окремим виданням), на яку звернув увагу літературної громадськості В. Гнатюк, 1906 — статтю «Про будівлі білоруського селянина Чернігівської губернії…». Автор поеми «На переселення. Оповідь тітки Домни з Полісся» (Чернігів, 1903), в якій викрила уявний «рай» в Сибіру, куди лихо гнало білорусів і українців з насаджених місць. Писала вірші, байки. Переклала ряд байок Івана Крилова («Переклад деяких байок Крилова на білоруську мову», Чернігів, 1903; рукопис зберіг. в Інституті літератури імені Т. Г. Шевченка Академії Наук України), п'єсу Льва Толстого «Перший винокур…».